# 12e Panzerdivision
La 12e Panzerdivision était une division blindée de la Wehrmacht durant la Seconde Guerre mondiale issue de la réorganisation de la 2. Motorisierte Infanterie-Division. À ne pas confondre avec la 12e Panzerdivision SS Hitlerjugend de la Waffen-SS.

## Emblèmes divisionnaires

Emblème en 1943

## Histoire
La 2e Infanterie Division a été créée à partir des composants de la vieille 2e division de la Reichswehr en 1934, d'abord sous le nom de Wehrgauleitung Stettin et plus tard d'Artillerieführer II. Elle n'a pas pris son véritable nom avant octobre 1935. Elle devient la 2e Motorisierte Infanterie-Division  (division d'infanterie motorisée) en 1937 et combat sous ce nom dans le XIXe Corps de Guderian durant l'invasion de la Pologne en septembre 1939, en traversant le corridor de Dantzig pour atteindre la Prusse-Orientale, afin d'apporter son appui sur le siège de Brest-Litovsk.
Elle a ensuite été transférée à l'ouest, où elle prend part en 1940 à la bataille de France.
En octobre 1940, la division a été réorganisée et reçoit l'appellation 12e Panzerdivision le 10 janvier 1941.
Au printemps 1941, elle participe à la bataille de Grèce
À la veille de l'opération Barbarossa, la 12e Panzerdivision avait une force totale de 220 blindés :
- 40 PzKpfw I,
- 33 PzKpfw II,
- 109 Panzer 38(t)
- 30 PzKpfw IV,
- huit Panzer 38(t) Bef (chars de commandement)

En juin 1941 elle participe à l'invasion de la Russie au sein du groupe d'armées Centre, puis aux combats dans les batailles de Białystok–Minsk et Smolensk.
Elle a combattu tout le reste de la guerre sur le front de l'Est, notamment à la bataille de Koursk au cours de l'été 1943 au sein de la 2e Panzerarmee et en automne le long du Dniepr.
Encerclée, elle se rendra aux forces soviétiques dans la poche de Courlande en mai 1945.

## Commandants
| Début           | Fin             | Grade           | Nom                  |
| --------------- | --------------- | --------------- | -------------------- |
| 5 octobre 1940  | 15 janvier 1942 | Generaloberst   | Josef Harpe          |
| 15 janvier 1942 | 1er mars 1943   | Generalleutnant | Walter Wessel        |
| 1er mars 1943   | 28 mai 1944     | Generalleutnant | Erpo von Bodenhausen |
| 28 mai 1944     | 16 juillet 1944 | Generalmajor    | Gerhard Müller       |
| 16 juillet 1944 | 12 avril 1945   | Generalleutnant | Erpo von Bodenhausen |
| 12 avril 1945   | 8 mai 1945      | Oberst          | Horst von Usedom     |

## Ordre de batailles

### 1940
- 12.Schutzen-Brigade
  - Schützen-Regiment 5
  - Schützen-Regiment 25
- Kradschützen-Bataillon 22
- Panzer-Regiment 29
- Artillerie-Regiment (mot.) 2
- Aufklärungs-Abteilung (mot.) 12
- Panzerjäger-Abteilung 2
- Panzer.Pionier-Bataillon 32
- Panzer-Nachrichten-Abteilung 2
- Felderstatz-Bataillon 2
- Nachrichten Abteilung 2
- Versorgungstruppen 2

### Front de l'Est, 1941
- Panzer Regiment 29
  - Panzer-Abteilung I
  - Panzer-Abteilung II
  - Panzer-Abteilung III
- Schützen Brigade 12
  - Schützen Regiment 5
  - Schützen Regiment 25
- Kradschützen Bataillon 22
- Artillerie Regiment 2
- Feldersatz-Bataillon 12
- Aufklärungs Abteilung 2
- Panzerjäger Abteilung 2
- Pionier Bataillon 32
- Nachrichten Abteilung 2
- Versorgungstruppen 2

### Front de l'Est, 1943
- Panzergrenadier-Regiment 5
- Panzergrenadier-Regiment 25
- Panzer-Regiment 29
- Artillerie-Regiment 2
- Feldersatz-Bataillon 12
- Panzer-Aufklärung-Abteilung 12
- Panzerjäger-Abteilung 2
- Panzer-Pionier-Bataillon 32
- Panzer-Nachrichten-Abteilung 2
- Heeres-Flak-Abteilung Abteilung 303
- Felderstatz-Bataillon 2
- Nachrichten Abteilung 2
- Versorgungstruppen 2

## Théâtres d'opérations
- 1939
  - Campagne de Pologne
- 1940
  - Bataille de France
- 1941
  - Bataille de Grèce
  - Opération Barbarossa
- 1942
  - Siège de Léningrad
    - Offensive Siniavino
- 1943
  - Bataille de Koursk
- 1944
  - Péninsule de Courlande